# Museu del Calçat d'Elda
El Museu del Calçat «José María Amat Amer», situat a la ciutat d'Elda (Vinalopó Mitjà), és un dels principals museus d'Europa relacionats amb la temàtica del calçat. Encara que va ser constituït com a tal el 1992, les seues actuals instal·lacions van ser inaugurades el 4 de febrer de 1999 per la infanta Helena de Borbó. Està situat en els terrenys del que va ser la Fira Internacional del Calçat. El museu compta amb un important suport de l'Ajuntament. Es va constituir la Fundació Museu del Calçat, regida per un Patronat que presideix l'alcalde o l'alcaldessa de la ciutat, on estan representades totes les Institucions del sector sabater (la Fundació FICIA, FICE i INESCOP), la Conselleria de Cultura i Esport, la Conselleria d'Indústria i Comerç, la Diputació d'Alacant, empreses que aporten fons a les finalitats de la Fundació i el fundador del museu, José María Amat Amer, que en l'actualitat ostenta el títol de Director Honorífic de la Institució.
El museu del calçat és únic en el seu gènere, ja que recull tota la història del calçat, amb un gran nombre de mostres tant de calçat com de maquinària dedicada al procés de producció del mateix, però també de la indústria auxiliar, destacant una àmplia secció per a la fabricació de la forma. Des del Museu del Calçat es realitzen activitats que tenen com a finalitat potenciar el calçat de qualitat, on destaca el "Premi a la dona Millor Calçada" sobre la sabata femenina, que es lliura anualment. També es realitzen múltiples exposicions itinerants amb assistència a fires del sector.

## Història
Des de fa molts anys, la creació i posada a punt d'un Museu del Calçat a Elda va ser reivindicat per persones, empreses i institucions del sector sabater i també per alguns mitjans de comunicació, locals i provincials. Quan es va construir l'edifici que contindria les Fires del Calçat a Elda, una part d'aquesta edificació estava a punt de ser destinada a ser la seu del museu del Calçat, però va ser l'any 1969 quan es va produir el primer intent seriós per dotar a la indústria sabatera d'un museu del calçat, però la idea no va arribar a quallar.
La primera aportació econòmica va venir de la Caixa d'Estalvis Provincial d'Alacant, a la qual es va unir una altra de la Conselleria d'Educació. Es va formar un Consell Assessor per fer realitat el Museu, integrat per la Caixa d'estalvis, l'Ajuntament d'Elda i el fundador. D'aquell Consell Assessor es va passar a la creació d'una Fundació anomenada Fundació Cultural Privada Museu del Calçat, l'escriptura de la qual es va signar el 15 de gener de 1992.
El 12 de desembre de 1992, amb la presència del Conseller d'Educació i Cultura de la Generalitat Valenciana, va quedar inaugurat el Museu del Calçat als antics menjadors i cuines de l'Institut de formació professional La Torreta d'Elda. A partir d'ací, el Museu seria àmpliament visitat per col·lectius de diferents procedències i per col·legis de pràcticament tota la Comunitat, i el Museu va passar a convertir-se en un instrument de recerca i consulta.
Durant els anys 1994 i 1995, es van crear els Premis Nacionals d'Artesania en el Calçat, que estaven dotats econòmicament.
El 22 de maig de 1995 la Diputació Provincial d'Alacant s'integra com a Patró en la Fundació, que va quedar inscrita en el Registre de Fundacions Privades de la Conselleria.
El gener de 1996, el Museu del Calçat signa un acord amb la Conselleria d'Educació per realitzar un curs de suport als Cicles formatius del Calçat. També es va signar un altre acord el 8 de maig d'aquest any amb IDELSA (empresa municipal) per impartir 800 hores en un curs per a joves amb problemes d'integració al món laboral.
Al maig de 1996 s'organitza una comissió per construir un Monument al Sabater que el museu del Calçat gestiona amb un escultor eldenc establert a Menorca. El monument seria inaugurat al març de 1998.

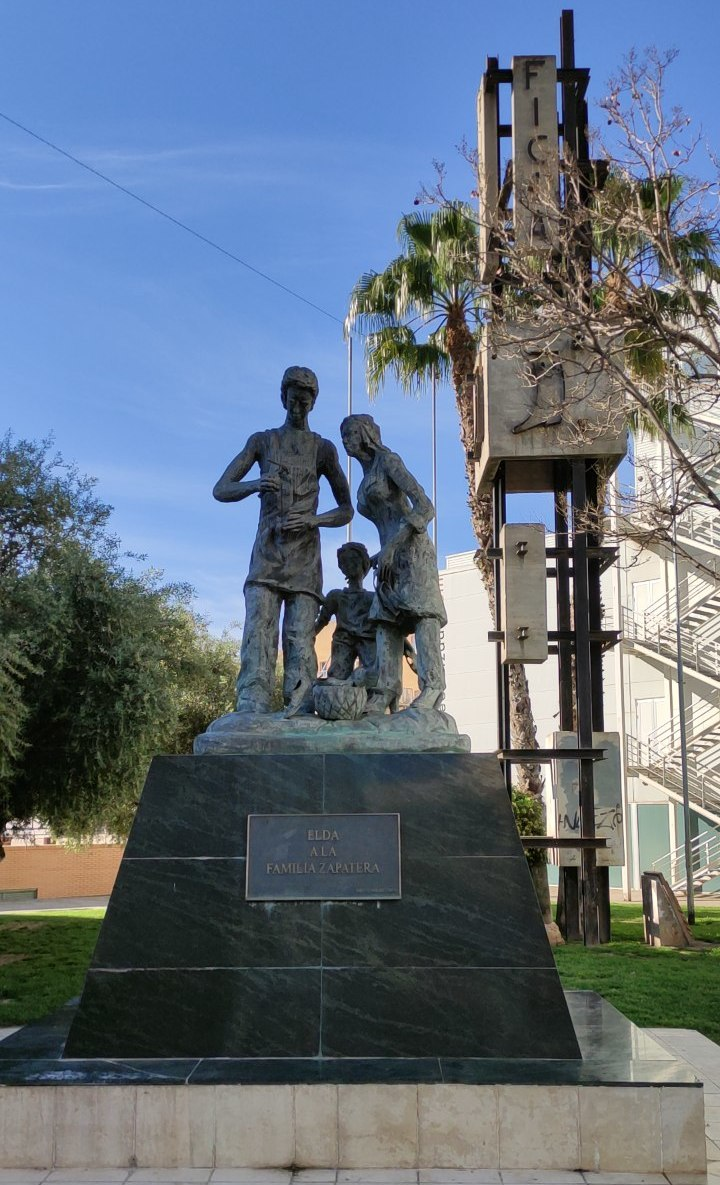
Monument a la familia sabatera, ubicat a la porta del Museu.

El 1997, la Conselleria de Cultura, Educació i Ciència s'integra en el Patronat del Museu i es modifiquen els estatuts per atorgar-li la Vicepresidència primera.
Aquest any 1997, el director de cinema Luis García Berlanga entra en contacte amb el director del museu i s'instaura el Premi Periodístic Luis García Berlanga.
En la tardor de 1998, el Museu privat de Calçats de Julio Vibot, instal·lat a Palència, pansa a formar part dels fons del Museu del Calçat d'Elda.
El 1999, la infanta Helena de Borbó inaugura oficialment les instal·lacions del Museu del Calçat. A l'acte acudeixen representants polítics autonòmics, provincials i locals, a més dels representants del sector.
En l'estiu de 1999, seguint els consells del mestre Luis García Berlanga s'instaura el Premi a la Dona Millor Calçada, premi que s'atorgaria amb caràcter anual i sense dotació econòmica.
El 2017 i amb motiu de la gala per al lliurament del guardó a la "Dona Millor Calçada 2016", es va realitzar un homenatge al creador del premi i fundador del Museu del Calçat, José María Amat Amer, i als impulsors d'aquest esdeveniment, Luis García Berlanga (a títol pòstum) i Joaquín Planelles Guarinos.
Al març de l'any 2000 se signa un conveni de col·laboració per a la publicació d'un col·leccionable amb l'empresa Planeta DeAgostini, anomenat Sabates de Col·lecció.
El mes de setembre de 2004, se signa un conveni de col·laboració amb F&G Editors per col·laborar en un nou col·leccionable sobre calçats anomenat Zapatos Joya.
Al setembre de 2003 s'inaugura en "Casa de Vacas" del Retiro de Madrid una exposició organitzada per IFEMA en el que es va dir Madrid vive la Moda. El Museu va mostrar en aquest recinte una àmplia col·lecció dels seus fons i la iniciativa va ser molt celebrada.
El museu del Calçat organitza un Curs superior de Tecnologia del Calçat i Marroquinería, orientat als titulats universitaris que desitgen incorporar-se a les indústries del sector de la pell. El curs compta amb professorat competent i està dirigit pel director del museu que també ha elaborat els textos i anotacions del curs. Els cursos s'impartiran en Fundeun (Fundació Empresa - Universitat), al campus de la Universitat d'Alacant.
Des de l'any 2017 El CEU (Universitat Cardenal Herrera) avala la titulació d'un curs de Disseny i Creació de Calçat, organitzat i impartit pel Museu del Calçat i que es realitza a la seu del museu a Elda, també a Madrid i a València. Aquests cursos tenen per objecte aconseguir que els dissenyadors i creatius de diverses àrees, adquirisquen els coneixements necessaris per incorporar-se a l'entorn laboral sabater.

## Publicacions
A la biblioteca es poden trobar múltiples treballs sobre el sector realitzats per diversos autors. Com que són exemplars únics, s'empren com a volums o tractats de consulta.
El Museu del Calçat compta amb una sèrie de llibres i CD sobre la indústria del Calçat, la seua tecnologia; confecció manual i ortopèdica de calçat per a peus amb deformacions i malformacions; la història de les Fires Internacionals del Calçat, així com la història del museu mateix. Aquests exemplars s'han realitzat amb la participació de la institució, ja siga com a productora, editora o col·laboradora.
- "Tecnología del Calzado"[31]
- "Calzado artesano y ortopédico"[31]
- Vídeo en CD sobre la fabricació manual de calçat[32]
- "La FICIA. Un gran esfuerzo colectivo"[33]
- "El Zapato. 50 siglos de historia a nuestros pies"[34]
- "La Industria del Calzado en la Comunidad Valenciana"[35]
- "La indústria del calçer a la Comunitat Valenciana: La pell i principals matèries primeres"[36]
- "El Museo del Calzado. Orígenes y consolidación (1986-2005)"[37]
- "Zapatos". Editat per la Fundació Ágatha Ruiz de la Prada[38]
- "Industria del Calzado Eldense. Tres momentos clave". Editat per la Fundació Museu del Calçat[39]